# Campionati europei di atletica leggera 1958
I VI campionati europei di atletica leggera si sono tenuti a Stoccolma, in Svezia, dal 19 al 24 agosto 1958 all'Olympiastadion

## Nazioni partecipanti
Tra parentesi, il numero di atleti partecipanti per nazione.
- Austria (15)
- Belgio (13)
- Bulgaria (8)
- Cecoslovacchia (24)
- Danimarca (9)
- Finlandia (29)
- Francia (38)

- Germania Est (25)
- Germania Ovest (51)
- Grecia (14)
- Islanda (9)
- Irlanda (4)
- Italia (35)
- Jugoslavia (23)

- Malta (1)
- Norvegia (25)
- Paesi Bassi (21)
- Polonia (49)
- Portogallo (1)
- Gran Bretagna (55)
- Romania (7)

- Spagna (7)
- Svezia (48)
- Svizzera (23)
- Turchia (5)
- Ungheria (22)
- Unione Sovietica (68)

## Risultati

### Uomini
| Specialità | Oro                                                                       | Prestazione | Argento                                                                            | Prestazione | Bronzo                                                                      | Prestazione |
| Corse piane |                                                                           |             |                                                                                    |             |                                                                             |             |
| 100 metri | Armin Hary Germania Ovest                                                 | 10"3        | Manfred Germar Germania Ovest                                                      | 10"4        | Peter Radford Gran Bretagna                                                 | 10"4        |
| 200 metri | Manfred Germar Germania Ovest                                             | 21"0        | David Segal Gran Bretagna                                                          | 21"3        | Jocelyn Delecour Francia                                                    | 21"3        |
| 400 metri | John Wrighton Gran Bretagna                                               | 46"3        | John Salisbury Gran Bretagna                                                       | 46"5        | Karl-Friedrich Haas Germania Ovest                                          | 47"0        |
| 800 metri | Michael Rawson Gran Bretagna                                              | 1'47"8      | Audun Boysen Norvegia                                                              | 1'47"9      | Paul Schmidt Germania Ovest                                                 | 1'47"9      |
| 1.500 metri | Brian Hewson Gran Bretagna                                                | 3'41"9      | Dan Waern Svezia                                                                   | 3'42"1      | Ron Delany Irlanda                                                          | 3'42"3      |
| 5.000 metri | Zdzisław Krzyszkowiak Polonia                                             | 13'53"4     | Kazimierz Zimny Polonia                                                            | 13'55"2     | Gordon Pirie Gran Bretagna                                                  | 14'01"6     |
| 10.000 metri | Zdzisław Krzyszkowiak Polonia                                             | 28'56"0     | Evgenij Žukov Unione Sovietica                                                     | 28'58"6     | Nikolaj Pudov Unione Sovietica                                              | 29'02"2     |
| Corse a ostacoli |                                                                           |             |                                                                                    |             |                                                                             |             |
| 110 metri ostacoli | Martin Lauer Germania Ovest                                               | 13"7        | Stanko Lorger Jugoslavia                                                           | 14"1        | Anatolij Michailov Unione Sovietica                                         | 14"4        |
| 400 metri ostacoli | Jurij Lituev Unione Sovietica                                             | 51"1        | Per-Ove Trollsås Svezia                                                            | 51"6        | Bruno Galliker Svizzera                                                     | 51"8        |
| 3.000 metri siepi | Jerzy Chromik Polonia                                                     | 8'38"2      | Semën Ržiščin Unione Sovietica                                                     | 8'38"8      | Hans Huneke Germania Ovest                                                  | 8'43"6      |
| Prove su strada |                                                                           |             |                                                                                    |             |                                                                             |             |
| Maratona | Sergej Popov Unione Sovietica                                             | 2h15'17"0   | Ivan Filin Unione Sovietica                                                        | 2h20'50"6   | Frederick Norris Gran Bretagna                                              | 2h21'15"0   |
| 20 km marcia | Stan Vickers Gran Bretagna                                                | 1h33'09"0   | Leonid Spirin Unione Sovietica                                                     | 1h35'04"2   | Lennart Back Svezia                                                         | 1h35'22"2   |
| 50 km marcia | Evgenij Maskinskov Unione Sovietica                                       | 4h18'42"0   | Abdon Pamich Italia                                                                | 4h19'58"6   | Max Weber Germania Est                                                      | 4h20'31"8   |
| Salti |                                                                           |             |                                                                                    |             |                                                                             |             |
| Salto in alto | Richard Dahl Svezia                                                       | 2,12 m      | Jiří Lanský Cecoslovacchia                                                         | 2,10 m      | Stig Pettersson Svezia                                                      | 2,10 m      |
| Salto con l'asta | Eeles Landström Finlandia                                                 | 4,50 m      | Manfred Preussger Germania Est                                                     | 4,50 m      | Vladimir Bulatov Unione Sovietica                                           | 4,50 m      |
| Salto in lungo | Igor' Ter-Ovanesjan Unione Sovietica                                      | 7,81 m      | Kazimierz Kropidłowski Polonia                                                     | 7,67 m      | Henryk Grabowski Polonia                                                    | 7,51 m      |
| Salto triplo | Józef Szmidt Polonia                                                      | 16,43 m     | Oleg Rjachovskij Unione Sovietica                                                  | 16,02 m     | Vilhjálmur Einarsson Islanda                                                | 16,00 m     |
| Lanci |                                                                           |             |                                                                                    |             |                                                                             |             |
| Getto del peso | Arthur Rowe Gran Bretagna                                                 | 17,78 m     | Viktor Lipsnis Unione Sovietica                                                    | 17,47 m     | Jiří Skobla Cecoslovacchia                                                  | 17,12 m     |
| Lancio del disco | Edmund Piątkowski Polonia                                                 | 53,92 m     | Todor Artarski Bulgaria                                                            | 53,82 m     | Vladimir Trusenёv Unione Sovietica                                          | 53,74 m     |
| Lancio del giavellotto | Janusz Sidło Polonia                                                      | 80,18 m     | Egil Danielsen Norvegia                                                            | 78,27 m     | Gergely Kulcsár Ungheria                                                    | 75,26 m     |
| Lancio del martello | Tadeusz Rut Polonia                                                       | 64,78 m     | Michail Krivonosov Unione Sovietica                                                | 63,78 m     | Gyula Zsivótzky Ungheria                                                    | 63,68 m     |
| Prove multiple |                                                                           |             |                                                                                    |             |                                                                             |             |
| Decathlon | Vasilij Kuznecov Unione Sovietica                                         | 7.865 p.    | Uno Palu Unione Sovietica                                                          | 7.329 p.    | Walter Meier Germania Est                                                   | 7.249 p.    |
| Staffette |                                                                           |             |                                                                                    |             |                                                                             |             |
| 4×100 metri | Germania Ovest Walter Mahlendorf Armin Hary Heinz Fütterer Manfred Germar | 40"2        | Gran Bretagna Peter Radford Eric Sandstrom David Segal Adrian Breacker             | 40"2        | Unione Sovietica Boris Tokarev Ėdvin Ozolin Jurij Konovalov Leonid Bartenev | 40"4        |
| 4×400 metri | Gran Bretagna Ted Sampson John MacIsaac John Wrighton John Salisbury      | 3'07"9      | Germania Ovest Carl Kaufmann Manfred Poerschke Johannes Kaiser Karl-Friedrich Haas | 3'08"2      | Svezia Nils Holmberg Hans Lindgren Lennart Johnsson Alf Petersson           | 3'10"7      |
| record mondiale; record mondiale stagionale; record europeo; record europeo stagionale; record dei campionati; record nazionale; record personale; record personale stagionale. |                                                                           |             |                                                                                    |             |                                                                             |             |

### Donne
| Specialità | Oro                                                                            | Prestazione | Argento                                                                  | Prestazione | Bronzo                                                                     | Prestazione |
| Corse piane |                                                                                |             |                                                                          |             |                                                                            |             |
| 100 metri | Heather Armitage Gran Bretagna                                                 | 11"7        | Vera Krepkina Unione Sovietica                                           | 11"7        | Christa Stubnick Germania Est                                              | 11"8        |
| 200 metri | Barbara Janiszewska Polonia                                                    | 24"1        | Hannelore Sadau Germania Est                                             | 24"3        | Marija Itkina Unione Sovietica                                             | 24"3        |
| 400 metri | Marija Itkina Unione Sovietica                                                 | 53"7        | Ekaterina Parljuk Unione Sovietica                                       | 54"8        | Molly Hiscox Gran Bretagna                                                 | 55"7        |
| 800 metri | Elizaveta Ermolaeva Unione Sovietica                                           | 2'06"3      | Diane Leather Gran Bretagna                                              | 2'06"6      | Dzidra Levicka Unione Sovietica                                            | 2'06"6      |
| Corse a ostacoli |                                                                                |             |                                                                          |             |                                                                            |             |
| 80 metri ostacoli | Galina Bystrova Unione Sovietica                                               | 10"9        | Zenta Kopp Germania Ovest                                                | 10"9        | Gisela Birkemeyer Germania Est                                             | 11"0        |
| Salti |                                                                                |             |                                                                          |             |                                                                            |             |
| Salto in alto | Iolanda Balaș Romania                                                          | 1,77 m      | Taïsija Čenčyk Unione Sovietica                                          | 1,70 m      | Dorothy Shirley Gran Bretagna                                              | 1,67 m      |
| Salto in lungo | Liesel Jakobi Germania Ovest                                                   | 6,14 m      | Valentina Litueva Unione Sovietica                                       | 6,00 m      | Nina Protčenko Unione Sovietica                                            | 5,99 m      |
| Lanci |                                                                                |             |                                                                          |             |                                                                            |             |
| Getto del peso | Marianne Werner Germania Ovest                                                 | 15,74 m     | Tamara Tyškevič Unione Sovietica                                         | 15,54 m     | Tamara Press Unione Sovietica                                              | 15,53 m     |
| Lancio del disco | Tamara Press Unione Sovietica                                                  | 53,32 m     | Štěpánka Mertová Cecoslovacchia                                          | 52,19 m     | Kriemhild Hausmann Germania Ovest                                          | 50,99 m     |
| Lancio del giavellotto | Dana Zátopková Cecoslovacchia                                                  | 56,02 m     | Birutė Kalėdienė Unione Sovietica                                        | 51,30 m     | Jutta Neumann Germania Ovest                                               | 50,50 m     |
| Prove multiple |                                                                                |             |                                                                          |             |                                                                            |             |
| Pentathlon | Galina Bystrova Unione Sovietica                                               | 4.733 p.    | Nina Vinogradeva Unione Sovietica                                        | 4.627 p.    | Edeltraud Eiberle Germania Ovest                                           | 4.545 p.    |
| Staffette |                                                                                |             |                                                                          |             |                                                                            |             |
| 4×100 metri | Unione Sovietica Vera Krepkina Linda Kepp Nina Poljakova Valentina Maslovskaja | 45"3        | Gran Bretagna Madeleine Weston Dorothy Hyman Marianne Dew Carole Quinton | 46"0        | Polonia Maria Chojnacka Barbara Janiszewska Celina Jesionowska Maria Bibro | 46"0        |
| record mondiale; record mondiale stagionale; record europeo; record europeo stagionale; record dei campionati; record nazionale; record personale; record personale stagionale. |                                                                                |             |                                                                          |             |                                                                            |             |

## Medagliere
Legenda
     Paese ospitante
| Posizione | Paese            | Oro | Argento | Bronzo | Totale |
| --------- | ---------------- | --- | ------- | ------ | ------ |
| 1         | Unione Sovietica | 11  | 15      | 9      | 35     |
| 2         | Polonia          | 8   | 2       | 2      | 12     |
| 3         | Gran Bretagna    | 7   | 5       | 5      | 17     |
| 4         | Germania Ovest   | 6   | 3       | 6      | 15     |
| 5         | Svezia           | 1   | 2       | 3      | 6      |
| 6         | Cecoslovacchia   | 1   | 2       | 1      | 4      |
| 7         | Finlandia        | 1   | 0       | 0      | 1      |
| 7         | Romania          | 1   | 0       | 0      | 1      |
| 9         | Germania Est     | 0   | 2       | 4      | 6      |
| 10        | Norvegia         | 0   | 2       | 0      | 2      |
| 11        | Bulgaria         | 0   | 1       | 0      | 1      |
| 11        | Italia           | 0   | 1       | 0      | 1      |
| 11        | Jugoslavia       | 0   | 1       | 0      | 1      |
| 14        | Ungheria         | 0   | 0       | 2      | 2      |
| 15        | Francia          | 0   | 0       | 1      | 1      |
| 15        | Irlanda          | 0   | 0       | 1      | 1      |
| 15        | Islanda          | 0   | 0       | 1      | 1      |
| 15        | Svizzera         | 0   | 0       | 1      | 1      |
| Totale    | Totale           | 36  | 36      | 36     | 108    |